# 德国国际共产主义者
德国国际共产主义者（德語：Internationalen Kommunisten Deutschlands，缩写为IKD）是德国十一月革命期间出现的一个小型共产主义政党。1918年11月23日，奥托·吕勒和约翰·克尼夫领导的“不来梅左派”建立该党。1918年12月30日，该党与更为知名的斯巴达克同盟合并为德国共产党。